# Теодор Черний
Теодор Черний (Teodor Černý, 18 січня 1957) — чехословацький велогонщик.
Бронзовий призер Олімпійських Ігор 1980 року в командній гонці переслідування.
Чемпіон світу з трекових велоперегонів 1986 року в командній гонці переслідування.
Бронзовий призер ігор Дружба-84 в командній гонці переслідування.